# Calmar (Iowa)
Calmar es una ciudad situada en el Condado de Winneshiek, en el estado de Iowa, Estados Unidos. Según el censo de 2010 tenía una población de 978 habitantes.

## Geografía
Según la Oficina del Censo de los Estados Unidos, la localidad tiene un área total de 2,78 km², la totalidad de los cuales 2,78 km² corresponden a tierra firme.

## Demografía
Según el censo de 2010, había 978 personas residiendo en la localidad. La densidad de población era de 351,8 hab./km². Había 492 viviendas con una densidad media de 176,98 viviendas/km². El 97,96% de los habitantes eran blancos, el 0,31% afroamericanos, el 0,1% asiáticos, el 0,61% de otras razas, y el 1,02% pertenecía a dos o más razas. El 2,04% de la población eran hispanos o latinos de cualquier raza.